# Phanoderma segmentatum
Phanoderma segmentatum är en rundmaskart som beskrevs av Murphy 1963. Phanoderma segmentatum ingår i släktet Phanoderma och familjen Phanodermatidae. Inga underarter finns listade i Catalogue of Life.